# Депок
Депок (индон. Kota Depok) — один из городов-миллионеров провинции Западная Ява, Индонезия. Депок, находящийся по координатам 6°23′24″ ю. ш. 106°49′48″ в. д., расположен на северо-западе острова Ява. Город развивается как город-спутник Джакарты, многие жители работают в столице Индонезии.

## География и население

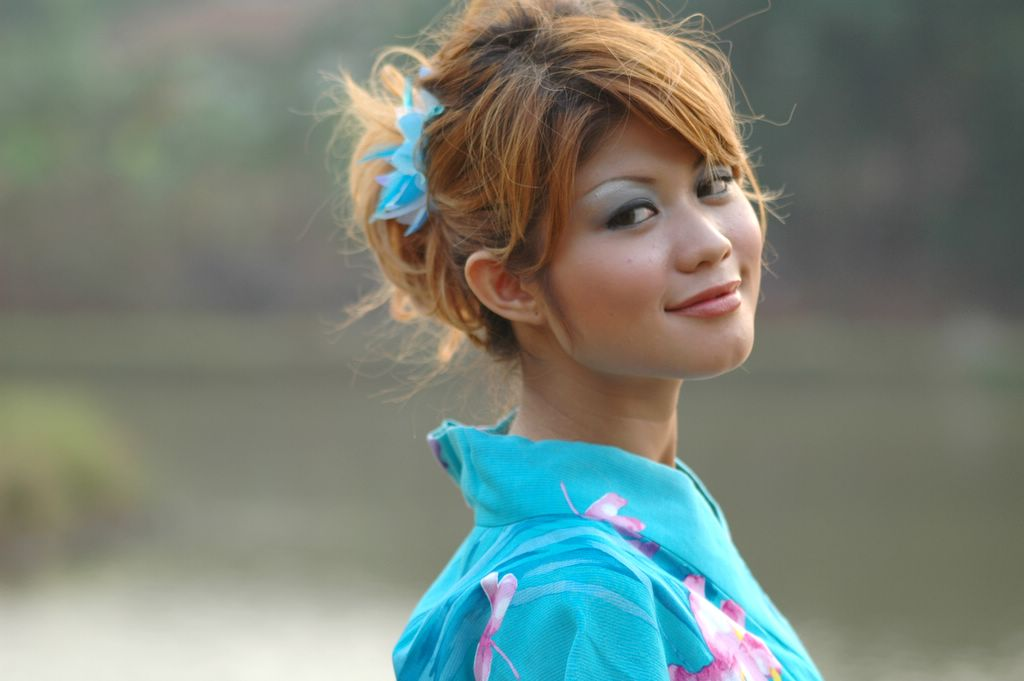
Индонезийка в голубом кимоно, Депок

Город находится к югу от индонезийской столицы Джакарты. Площадь города 200,29 км², население — 2 330 333 жителей на 2018 год. Плотность населения 11,634 чел./км².

## История
18 мая 1696 года бывший офицер VOC Корнелис Честелейн купил 12,44 км² земли, что составляет 6,2 % теперешней территории Депока. Развивая индустриальные заводы с помощью местных рабочих, Честелейн уделял внимание обучению христианству индонезийцам. Он основал конгрегацию «De Eerste Protestante Organisatie van Christenen» (DEPOC). Хотя название Depok, означающее «уединённое жилище» существовало и до создания конгрегации, некоторые настаивают, что именно аббревиатура стала истоком названия города. После своей смерти Корнелис Честелейн освободил всех рабов и наделил их землёй, сделав землевладельцами.
В 1871 году голландское правительство разрешило Депоку иметь своё правительство и президента. В 1952 контроль над городом перешёл к правительству Индонезии.
В марте 1982 года Депок был переклассифицирован в административный город, в 1999 году в город возглавляемый мэром.
20 апреля 1999 года Депок присоединил к себе некоторые районы Богор, и его площадь стала равной 200,29 км². Эта дата празднуется как дата основания Депока.

## Административное деление

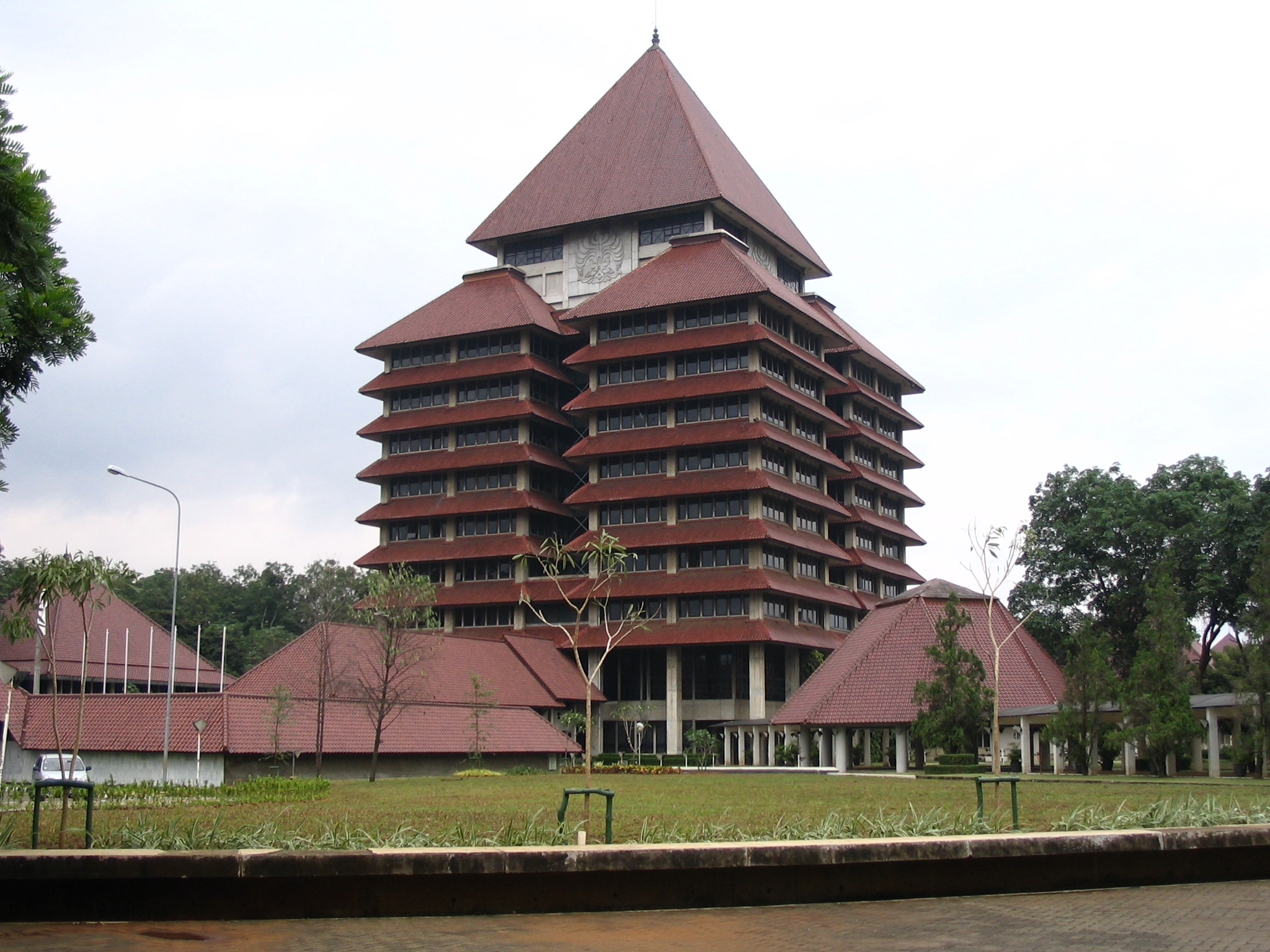
Индонезийский университет в Депоке

Город делится на 6 районов: Бэджи (Beji), Чиманггис (Cimanggis), Лимо (Limo), Панчоран Мас (Pancoran Mas), Саванган (Sawangan) и Сукмаджая (Sukmajaya).

### Мэры
Список мэров Депока:
- Мохаммад Рукаса Сурадимаджа (1982—1984)
- Ибид Тамджид (1984—1988)
- Абдул Вахьян (1988—1991)
- Мохаммад Масдуки (1991—1992)
- Софьян Сафари Хамим (1992—1996)
- Бадрул Камал (1997—2005)
- Нур Махмуди Исмаил[англ.] (2006—2016)
- Идрис Абдул Сомад[англ.] (з 2016)

## Образование

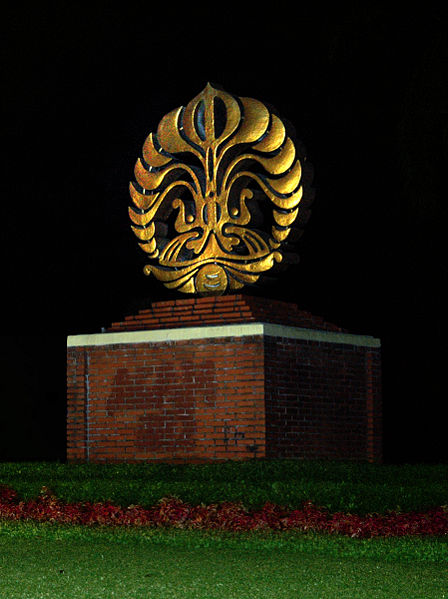
Памятник в Депоке у кампуса университета

Депок известен как город студентов, в городе располагаются следующие крупные университеты:
- Индонезийский университет
- Universitas Gunadarma
- Politeknik Tugu
- Politeknik Negeri Jakarta

В Депоке есть частные языковые школы: EF English First, ILP и другие.

## Здравоохранение
В Депоке расположены следующие больницы и клиники:
- RSIA Hermina
- RS Bunda
- RS Tugu Ibu
- RS Sentra Medika
- RS Puri Cinere
- Rumah Sakit Bhakti Yudha

## Экономика
В Депоке расположены следующие торговые центры: Margo City, Mall Depok, Depok Plaza, SixtyOne Building и Depok ITC.

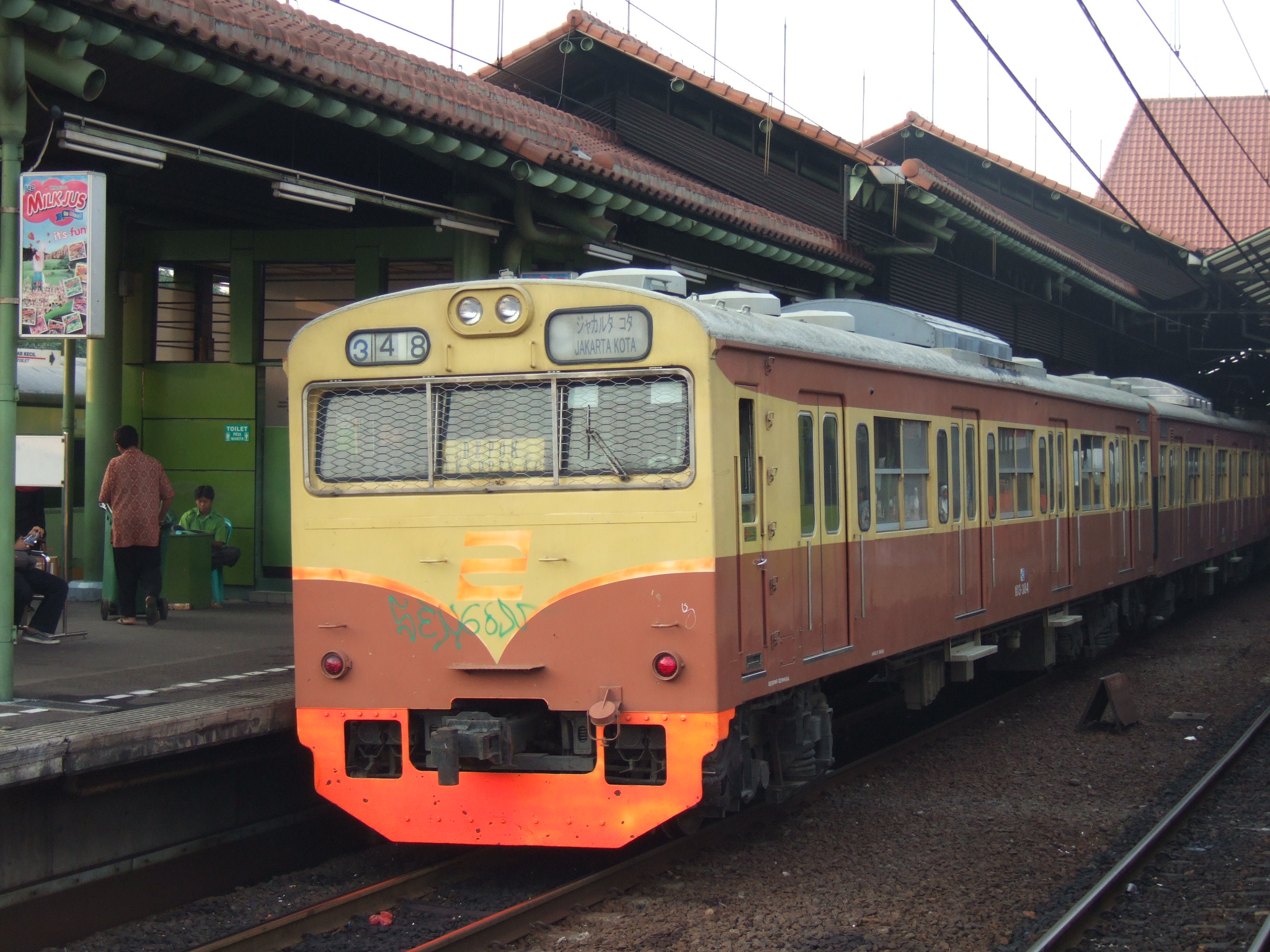
Экспресс в Депоке

## Транспорт
Главным средством передвижения в городе являются машины. Как спутник Джакарты, Депок известен своим очень плотным дорожным движением. На дорогах между Джакартой и Депоком обычны пробки.
Существует автобусная сеть, а также система скоростного транспорта KRL Jabodetabek. Слово Jabo(de)tabek расшифровывается как соединение первых букв названий городов: Jakarta, Bogor, Depok, Tangerang и Bekasi. Поезда являются наиболее быстрым и используемым транспортом для поездок в центральную часть Джакарты, поэтому в них очень многолюдно.

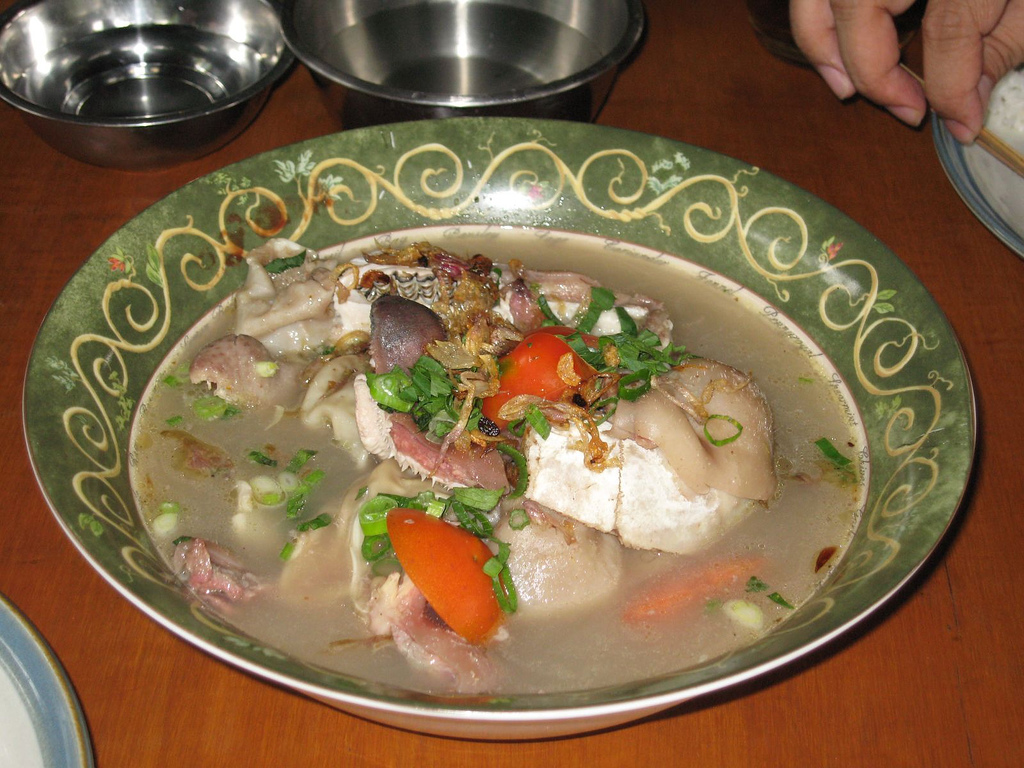
Местный суп

## Достопримечательности

### Искусство
В Депоке находится знаменитый театр "Бенгкел" ("Мастерская"), созданный поэтом и драматургом Рендрой. 

### Еда
В Депоке существует множество местных ресторанов с традиционной кухней, в то же время существуют и международные сети такие, как McDonalds, A&W, Kentucky Fried Chicken, Starbucks.

## Спорт
В Депоке есть футбольная команда Персикад, размещающаяся на стадионе Мерпати (40000).